# Parque Nacional do Pantanal
El Parc Nacional del Pantanal és un parc nacional situat a sud-oest de Mato Grosso, un estat de Brasil. Amb 136.028,00 hectàrees, té l'objectiu de protegir i preservar tot ecosistema del pantanal, així com la seva biodiversitat, mantenint l'equilibri dinàmic i la integritat ecològica dels ecosistemas continguts en el Parc.
L'Àrea de Conservació del Pantanal és considerada Patrimoni de la Humanitat per la UNESCO on inclou el Parc Nacional.

## Geografia

### Clima
Amb característiques tropicals continentals, la temperatura mitjana varia entre 23 °C i 25 °C, amb precipitació anual mitjana de 1.000 mm. El règim de pluges és tropical, presentant l'època seca, de maig a setembre, i la plujosa, d'octubre a abril, essent que al desembre i febrer són considerats els mesos més plujosos.

### Relleu
El pantanal, com un tot, es caracteritza per una enorme superfície d'acumulació, de topografia bastant plana i freqüentment subjecta a les inundacions, estsent la xarxa de drenatgem comandada pel riu Paraguai.

### Vegetació
Es caracteritza per una àrea de tensió ecològica de contacte entre les regions fitoecológica de la Savana o "Cerrado" i de la Floresta Estacional Semidecídua. La cobertura vegetal és classificada per Savana Gramíneo-Lenyosa, Floresta Semidecídua Aluvial i Floresta Semidecídua de les Terres Baixes.

### Fauna
El Pantanal Matogrossense és un dels ecosistemes més productius de Brasil. Les condicions ambientals afavoreixen l'establiment d'una gran varietat de fauna. S'hi pot observar fauna terrestre (capibara, cérvol dels pantans, jaguatirica, lontra, cutia), aus (garça moura, garça blanca) i rèptils (coures, Caimans).